# Nationella försvarsdepartementet
Nationella försvarsdepartementet (engelska: Department of National Defence, franska: Ministère de la Défense nationale), vanligen förkortat DND, är ett kanadensiskt regeringsdepartement som ansvarar för att försvara Kanadas intressen och värderingar hemma och utomlands. Det är Kanadas regerings största departement i fråga om budget och personal. Departementet leds av den biträdande försvarsministern, som är departementets högsta tjänsteman, och rapporterar direkt till försvarsministern. Nationella försvarsdepartementet existerar för att hjälpa ministern att utföra sina uppgifter, och fungerar som ett civilt stödsystem för den kanadensiska försvarsmakten. Enligt National Defence Act är den kanadensiska försvarsmakten helt skild från Nationella försvarsdepartementet.
Nationella försvarsdepartementet leds för närvarande av den biträdande försvarsministern Richard B. Fadden.